# Ludomir Benedyktowicz

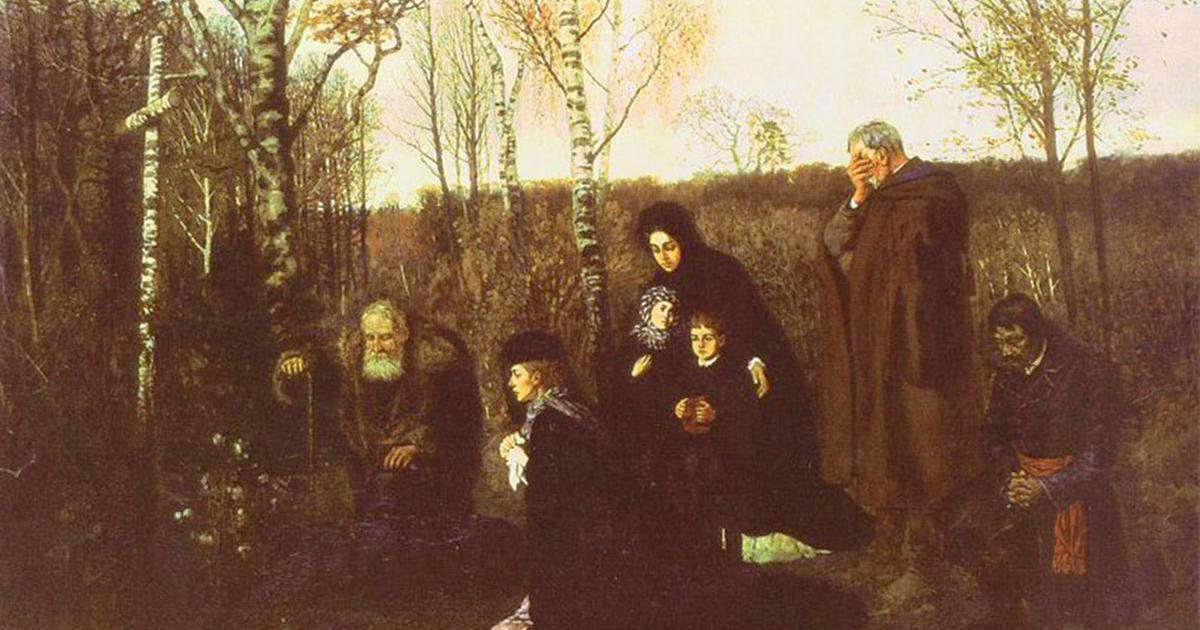
Am Grabe eines Aufständischen

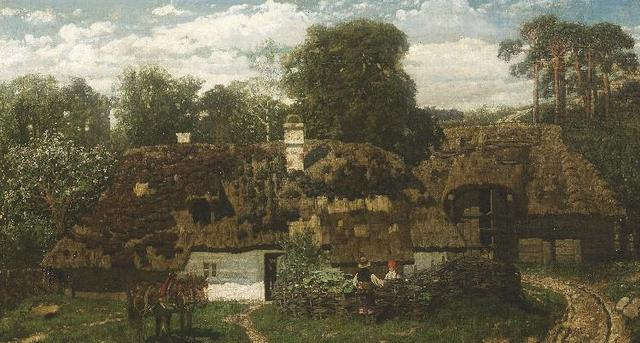
Landschaft

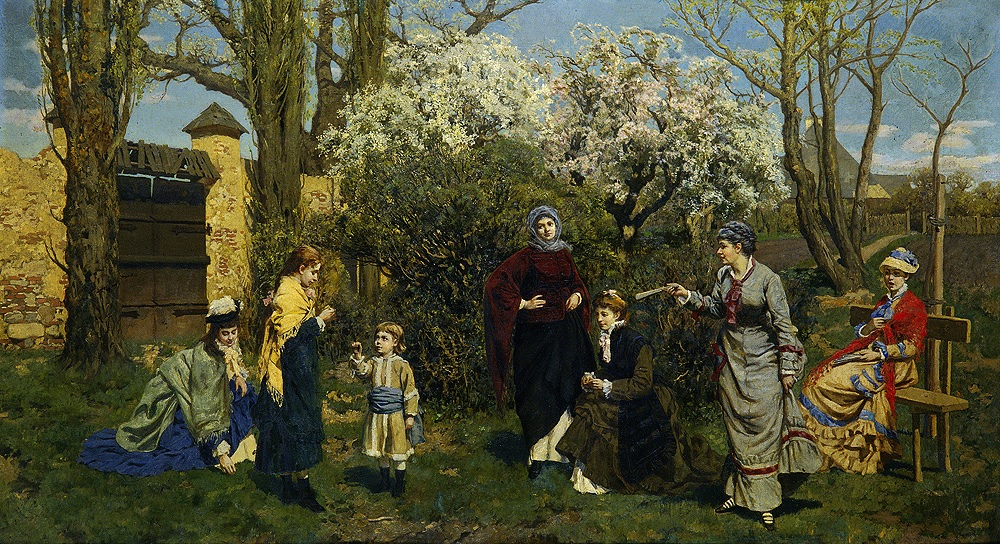
Veilchen sammeln

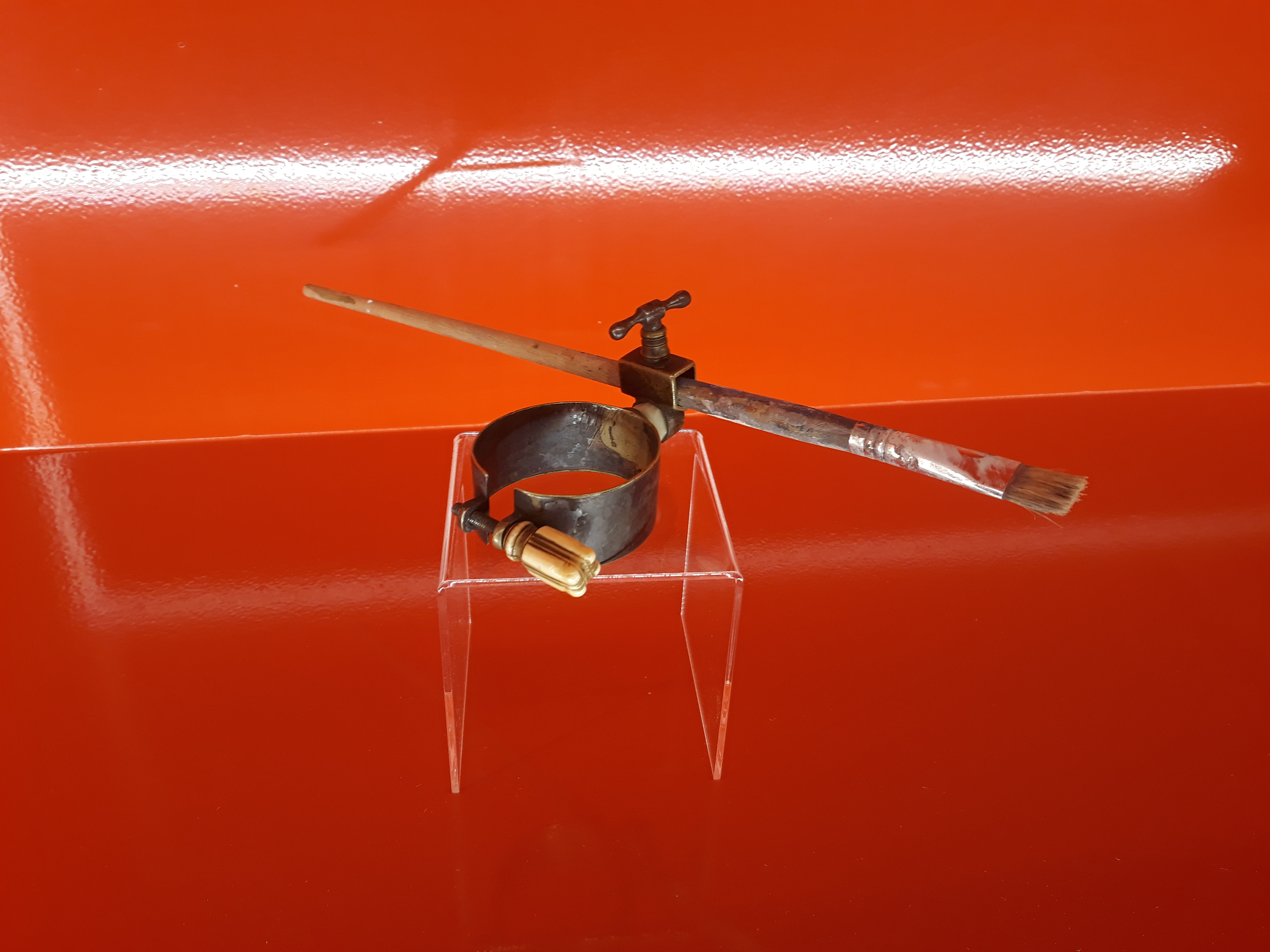
Die von Benedyktowicz verwendete Prothese

Ludomir Ludwik Dominik Benedyktowicz (* 15. Juli 1844 in Świniary bei Siedlce; † 14. Dezember 1926 in Lemberg) war ein polnischer Maler, Schachspieler und Poet, Teilnehmer des Januaraufstands.
Er besuchte die Grundschule in Warschau und trat 1861 in die Fußstapfen seines Vaters, als er ans „Institut für Forstwirtschaftspraktiken“ in Brok ging, um Forstwirtschaft zu studieren.
Er unterbrach sein Studium, um sich dem polnischen Januaraufstand 1863/1864 anzuschließen, und wurde Kämpfer in einer Partisaneneinheit. Bei einem Gefecht mit einer Kosakeneinheit in der Nähe von Stare Kaczkowo wurde seine rechte Hand mit einem Säbel abgetrennt und sein linker Arm von einer Kugel zerschmettert. Später wurde er in das Pfarrhaus in Ostrów Mazowiecka evakuiert, wo ihm der Arm amputiert werden musste. Es war nicht mehr möglich, Forstwirtschaft zu studieren, und so entschied er sich für ein Kunststudium, beginnend an der Warschauer Zeichenschule bei Wojciech Gerson.
Benedyktowicz setzte das Studium ab dem 24. Oktober 1868 an der Königlichen Akademie der Künste München bei Alexander Strähuber, Hermann Anschütz und Anton Seitz fort.
Nach dem Studium kehrte er nach Warschau zurück, bald danach wurde er wegen des Verdachts der „politischen Tätigkeit“ festgenommen und kurzzeitig in der Warschauer Zitadelle festgehalten.
Nachdem er aus Mangel an Beweisen entlassen worden war, zog er nach Krakau in den österreichischen Teil Polens und studierte Komposition bei Jan Matejko, öffnete sein eigenes Maleratelier. 1876 heiratete er Maria Skalska, die vier Kinder gebar. Er malte seine Werke mit einem Pinsel, der an einem Metallring befestigt war. Dieser wurde auf den Unterarm seiner rechten Hand geschoben und ein Pinsel, Feder oder Holzkohle hineingesteckt, die er sehr gerne benutzte.
In Krakau lebte er vierzig Jahre, zog dann nach dem Tod seiner Frau nach Lemberg und lebte in einem Altenheim für Veteranen. Während des Ersten Weltkriegs diente er als Reserveleutnant und wurde mit dem Virtuti Militari Orden ausgezeichnet.
Neben seiner künstlerischen Tätigkeit gab er drei Gedichtbände heraus; jeweils einen für den 40., 50. und 60. Jahrestag des Januaraufstandes.
1893 war er als Amateurschachspieler zusammen mit Hieronim Czarnowski an der Gründung des Krakauer Schachklubs beteiligt und wurde dessen zweiter Präsident. 1925 wurde er zum Ehrenmitglied des „Hetman“ ernannt, eines Schachklubs in Lemberg.